# Nemzeti Együttműködés Rendszere
Az Orbán-rendszer, önelnevezése szerint Nemzeti Együttműködés Rendszere (röviden: NER) az Orbán Viktor miniszterelnöksége alatt kiépült politikai-gazdasági rendszer, mely 2010 óta áll fenn. A második Orbán-kormány szerint a 2010-es országgyűlési választáson új társadalmi szerződés köttetett, amellyel egy új rendszer megalapításáról döntöttek, a NER ennek a megnevezése.
Orbán Viktor a 2010-es országgyűlési választásnak a Fidesz-KDNP pártszövetség által nagy többséggel megnyert második fordulója után jelentette be a Nemzeti Együttműködés Rendszerének megszületését. A „Legyen béke, szabadság és egyetértés” kezdetű politikai nyilatkozatot (Nemzeti Együttműködés Nyilatkozata) az Országgyűlés 2010. június 14-én elfogadta, de azt csak a kormánypártok szavazták meg. Az 1140/2010. (VII. 2.) kormányhatározat elrendelte, hogy a nyilatkozat szövegét minden államigazgatási épületben ki kell függeszteni, a többi hatalmi ág képviselőitől pedig kérte, hogy az általuk használt épületekben is tegyék ezt meg. Az ellenzéki parlamenti pártok a kormányhatározatot egységesen elutasították nyilatkozataikban, mert véleményük szerint a magyar történelem diktatórikus korszakait idézte a rendelkezés.

## A Nemzeti Együttműködés Rendszerének jelentése
A Nemzeti Együttműködés Rendszerében a Századvég Alapítvány szerint az „absztrakt ideológiákat” a „nemzeti ügyeket szem előtt tartó, pragmatikus kormányzás” váltja fel.
A Méltányosság Politikaelemző Központ kutatója szerint (az „Új Magyarország” korábbi MSZP-s víziójához hasonlóan) „a választásokon győztes politikai elit kísérlete, hogy mélyreható pozitív változásokat érjen el az államszervezet, a gazdaság és a társadalom területén”.
A „Demokrácia és Dilemma Intézet” elemzői úgy vélték, hogy a NER egyszerűen a gazdasági-politikai reformok összességének fedőneve lehet, miután a „reform” szó rendkívül népszerűtlenné vált.[forrás?]

## Mutációi

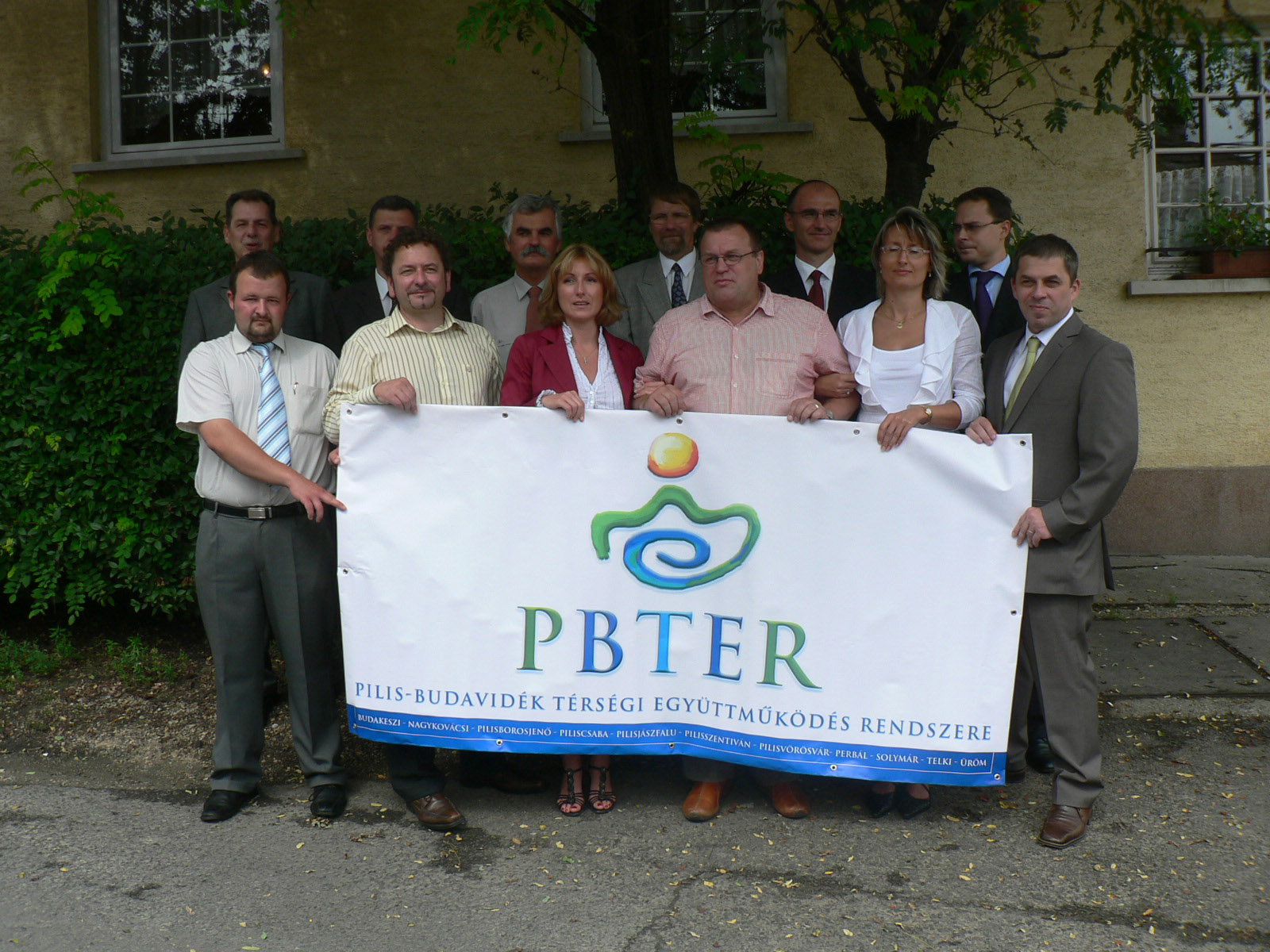
A PBTER alapítóinak csoportképe

A Nemzeti Együttműködés Rendszerének a 2010. őszi önkormányzati választást megelőzően helyi, választókerületi mutációja is létrejött – legalább egy bizonyosan, de lehetséges, hogy több is. A dokumentáltan létezett helyi mutáció a Pilis-Budavidék Térségi Együttműködés Rendszere (PBTER) volt, amit Pest megye 10. számú egyéni országgyűlési választókerületében alakítottak meg az ottani településeken induló kormánypárti vagy kormányszimpatizáns polgármesterjelöltek, a kerületet az országgyűlésben képviselő Gulyás Dénes korábbi munkatársa, abban az évben a kerület székhelyén, Pilisvörösvárott Fidesz-KDNP-s polgármesterjelöltként induló dr. Lovas András javaslatára. Az alapító dokumentum aláíróinak céljai közt szerepelt az is, hogy tettükkel más térségek polgármesterjelöltjeit is ösztönözzék példájuk követésére, és a települések minél több térségben lépjenek a térségi együttműködés útjára.
Már az eseményről készült elsődleges tudósítások egy részében is megjelent az a kritika, hogy szerencsésebb lett volna, ha az együttműködési megállapodást nem polgármesteri aspiránsok kötik meg a kampányhajrában, hanem megválasztott településvezetők, a választást követően. A szerveződés ennek megfelelően valószínűleg nem is volt hosszú életű – működéséről, a megalakulás sajtóhírein túl eddig nem sikerült hiteles forrást fellelni –, amiben biztosan jelentős szerepe volt annak is, hogy az aláíró polgármesterjelöltek egy része nemhogy polgármesteri, de még önkormányzati képviselői mandátumot sem szerzett a 2010. őszi választáson. [Ideértve magát az ötletgazda dr. Lovas Andrást is, aki igen szerény eredménnyel csak a harmadik helyet érte el Pilisvörösváron, utána pedig teljesen eltűnt a kisváros és az egész környék közéletéből.]

## Kritika
Kritikusai szerint a Nemzeti Együttműködés Rendszere részben meghagyja az állampolgárokat abban a tudatban, hogy az állam működése demokratikus keretek között, demokratikus döntések alapján történik, miközben csökkenti a választási lehetőségek számát, kereteket állít fel a megadott lehetőségektől eltérő döntési lehetőségek korlátozására, és a szabad döntés lehetőségét felcseréli a szigorú keretek közötti, szabályozott szabad döntésre. A Nemzeti Együttműködés Rendszere az elemzők szerint ilyen formán posztkommunista maffiaállamként az irányított demokráciának, az enyhébbnek mondható diktatórikus kormányzati berendezkedésnek az útján jár.
A  kormánykritikus szóhasználatban a NER kifejezés egyre inkább a kormányzati szereplők, illetve a hozzájuk közel álló, látványos gyorsasággal gazdagodó barátok, hozzátartozók, üzlettársak felé irányuló megjelöléssé vált. Hasonló konnotációjú szóösszetételei, képzett alakjai is létrejöttek, mint például: „NER-lovag(ok)”, „Nerisztán”, „Nervána”, vagy éppen „Nernia”. Szintén a gúny eszközeként jelenik meg a NER karaktersor azokban a médiabeli megnyilatkozásokban is, amelyekben a Szuverenitásvédelmi Hivatalt, illetve az annak megalakításáról rendelkező törvényt a neve apró kicsavarásával "Szuveneritásvédelmi"-ként  említik.
Magyar Péter nevéhez fűződik a Nemzeti Együttműködés Rendszere nevének egy újabb, 2024-ben divatba hozott szófacsarása, a »Nemzeti Együttbűnözés Rendszere« elnevezés, melyet 2025-ben is több megnyilvánulásában használt, utalva arra, hogy véleménye szerint Orbán és az őt körülvevő emberek, így például a „Tiborczok, Garancsik, Mészárosok, Szíjj Lászlók (…) Magyarország érdekeit feláldozták a saját érdekeikért.”

## Kapcsolódó oldalak
- Orbán-rendszer
- Magyar polip